# 아이슬란드 중앙고원

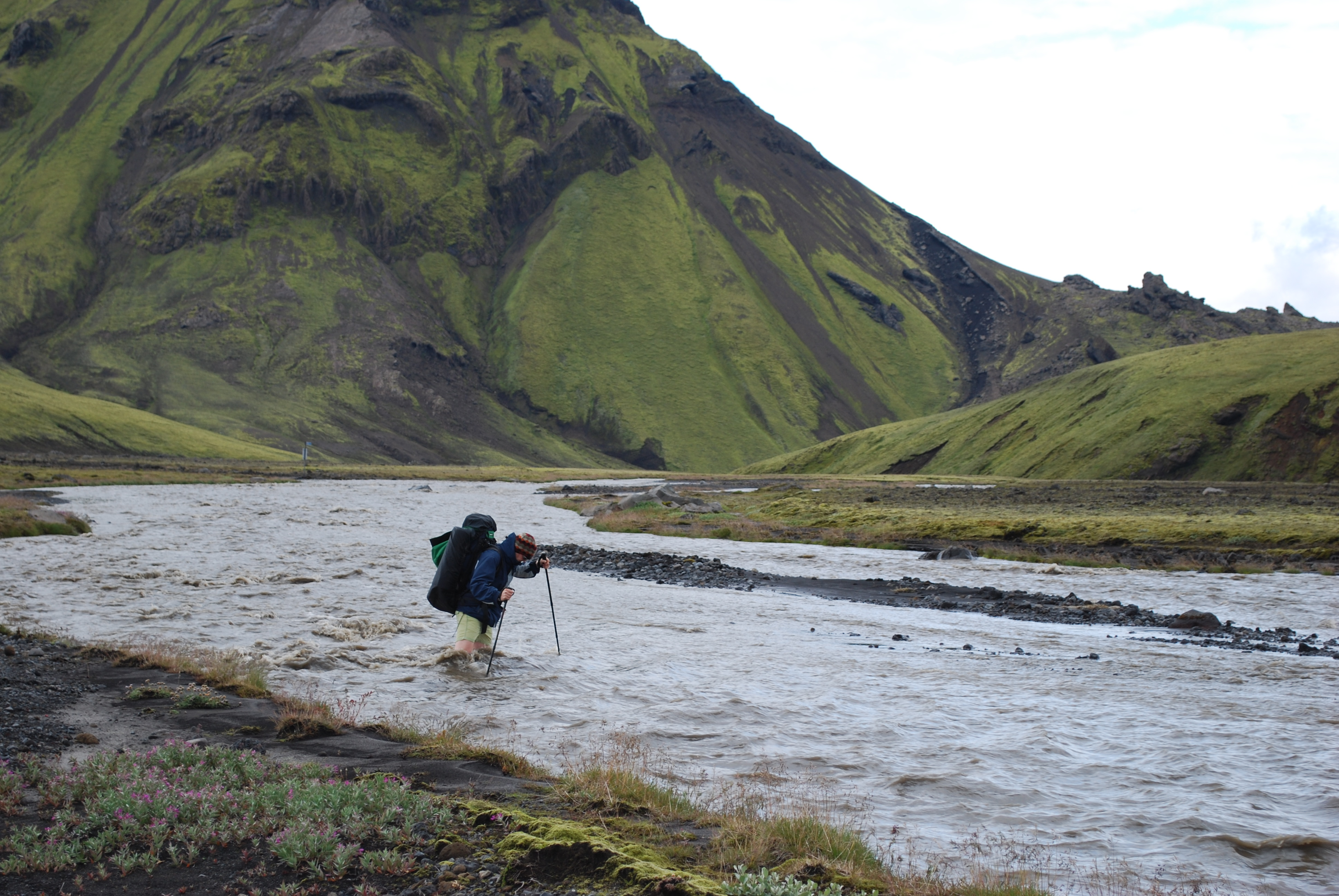

아이슬란드 중앙고원

아이슬란드 중앙고원(아이슬란드어: Miðhálendið)은 아이슬란드 내륙의 대부분을 차지하는 해발 약 400 ~ 500m 이상인 지역이다.
중앙고원의 대부분은 거주에 적합하지 않은 지역이다. 눈비로 내려온 물이 식물이 생육에 사용할 수 없을 정도로 빠르게 지하로 스며들기 때문이다. 그 결과, 대부분은 회색이나 검은색, 갈색 흙이나 용암, 화산재로 덮인 사막과 같은 양상이다. 오아시스와 같은 곳도 존재하지만, 강 근처에 밖에 보이지 않는다. 일례로 아스크야 산 근처에 있는 허두브레이드 화산을 들 수 있다.
아이슬란드인은 고지를 다음과 같이 분류하고 있다.
- 할스 (Háls) - 계곡 사이에 묘처럼 달아 오른 넓은 산을 가리킨다.
- 헤이디 (Heiði) - 테라스처럼 높아지고 있는 장소를 말한다.

중앙고원은 아이슬란드의 여름 (6 월 ~ 8 월) 동안만 통행할 수 있다. 다른 시기에는 중앙고원을 지나는 도로는 폐쇄되어 있다. 중앙 고원을 지나는 길의 대부분은 중간에서 도하할 필요가 있기 때문에 사륜구동 차량을 필요로 한다.

## 같이 보기
- 바트나이외쿠틀 국립공원